# Maison de Jean Mariette
La maison de Jean Mariette  est un édifice inscrit Monument historique, situé 67 rue Saint-Jacques dans le 5e arrondissement de Paris.

## Histoire
Jean Mariette petit-fils de Pierre Mariette, fondateur d’une dynastie de graveurs, fait rebâtir en 1734 la maison que son père avait acquise rue Saint-Jacques en agrandissant l'ensemble par l'achat de trois maisons voisines.

## Architecture

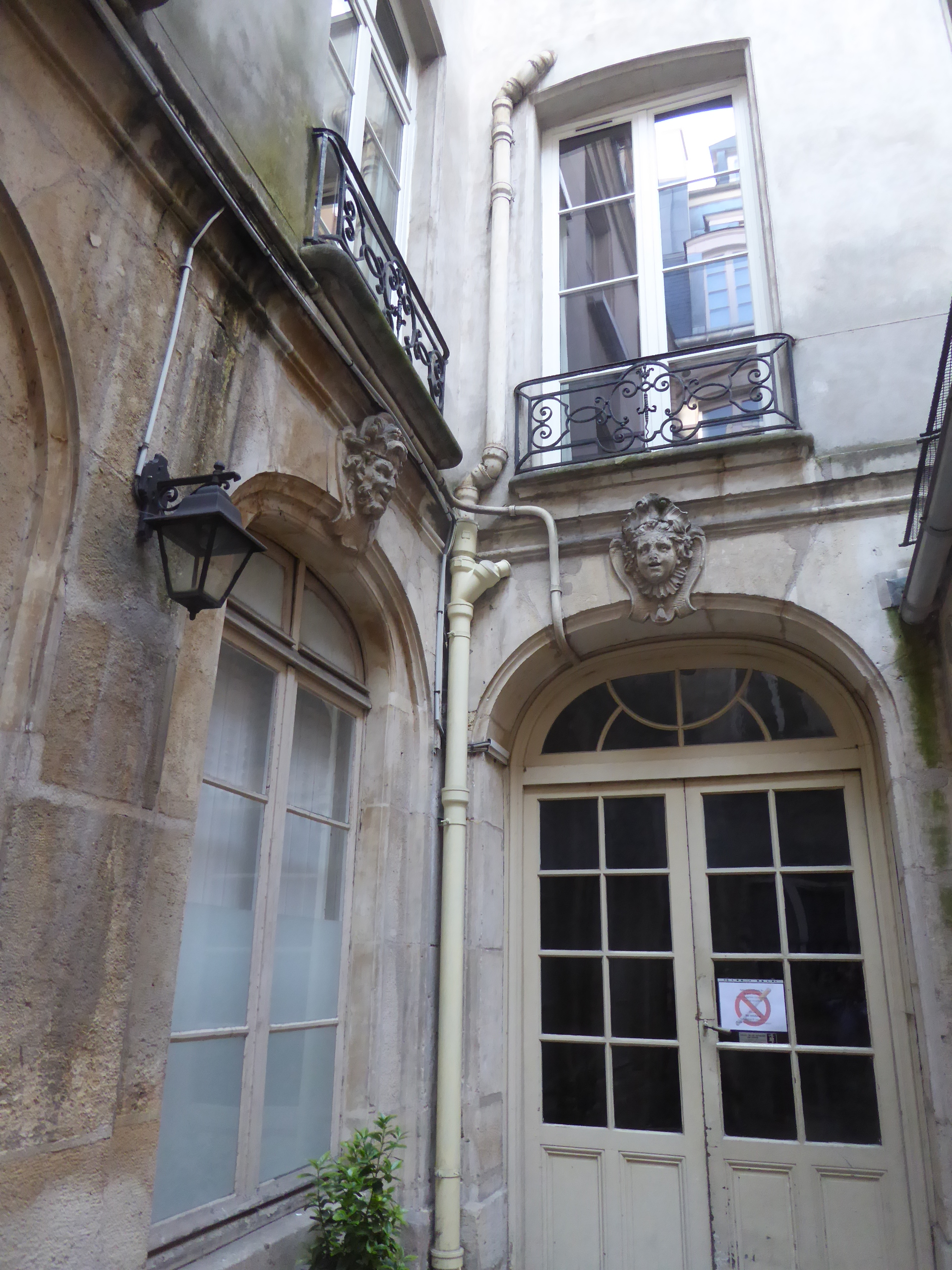
67 rue St-Jacques cour intérieure

La façade sur rue de la maison à usage locatif comporte un balcon avec une grille en fer forgé au motif « en ailes de papillon ». Le rez-de-chaussée était la boutique de Jean Mariette avec une arcade derrière la devanture en bois. Ce bâtiment a été surélevé de deux étages.
Ce bâtiment comporte un escalier avec une rampe en fer forgé. 
Le rez-de-chaussée de la cour à l’arrière est orné d’arcades en anse de panier avec des mascarons.
Des caves médiévales subsistent sous le bâtiment du fond. Ce bâtiment qui desservait les appartements de Jean Mariette a également conservé son escalier avec rampe en fer forgé d’origine. 